# مکانیک خوشبختی
مکانیک خوشبختی (ارمنی: Երջանկության մեխանիկան؛ یرجانکوتیان مخانیکا) فیلم ملودرام ۸۸ دقیقه‌ای به کارگردانی نرسس هوهانیسیان و تهیه‌کنندگی V.Ghochikyan محصول سال ۱۹۸۲ کشور ارمنستان است که با اقتباس از رمان «Մայրիշխանություն» نوشته مانوک مناتساکانیان ساخته شده‌است.

## بازیگران
- آزاد گاسپاریان در نقش روبن
- آلا تومانیان در نقش سونا
- ورجالویس میریجانیان در نقش آشخن
- لیلیت آودیسیان[الف] در نقش دختر کوچک سونا
- مانانا هاکوبیان[ب] در نقش دختر بزرگ سونا
- میکائیل بایازاتیان[پ] در نقش فرزند سونا
- موراد کوستانیان در نقش دایی آرتاوازد
- کارو هایراپتیان در نقش ویولن‌نواز
- گئورگی میناسیان در نقش خواننده رستوران
- سرگئی گنونی[ت] در نقش سرگئی آرامیچ
- گاگیک روستومیان

## یادداشت
1. ↑  Լիլիթ Ավետիսյան
2. ↑  Մանանա Հակոբյան
3. ↑  Միքայել Պայազաթյան
4. ↑  Սերգեյ Գնունի